# Fenómeno

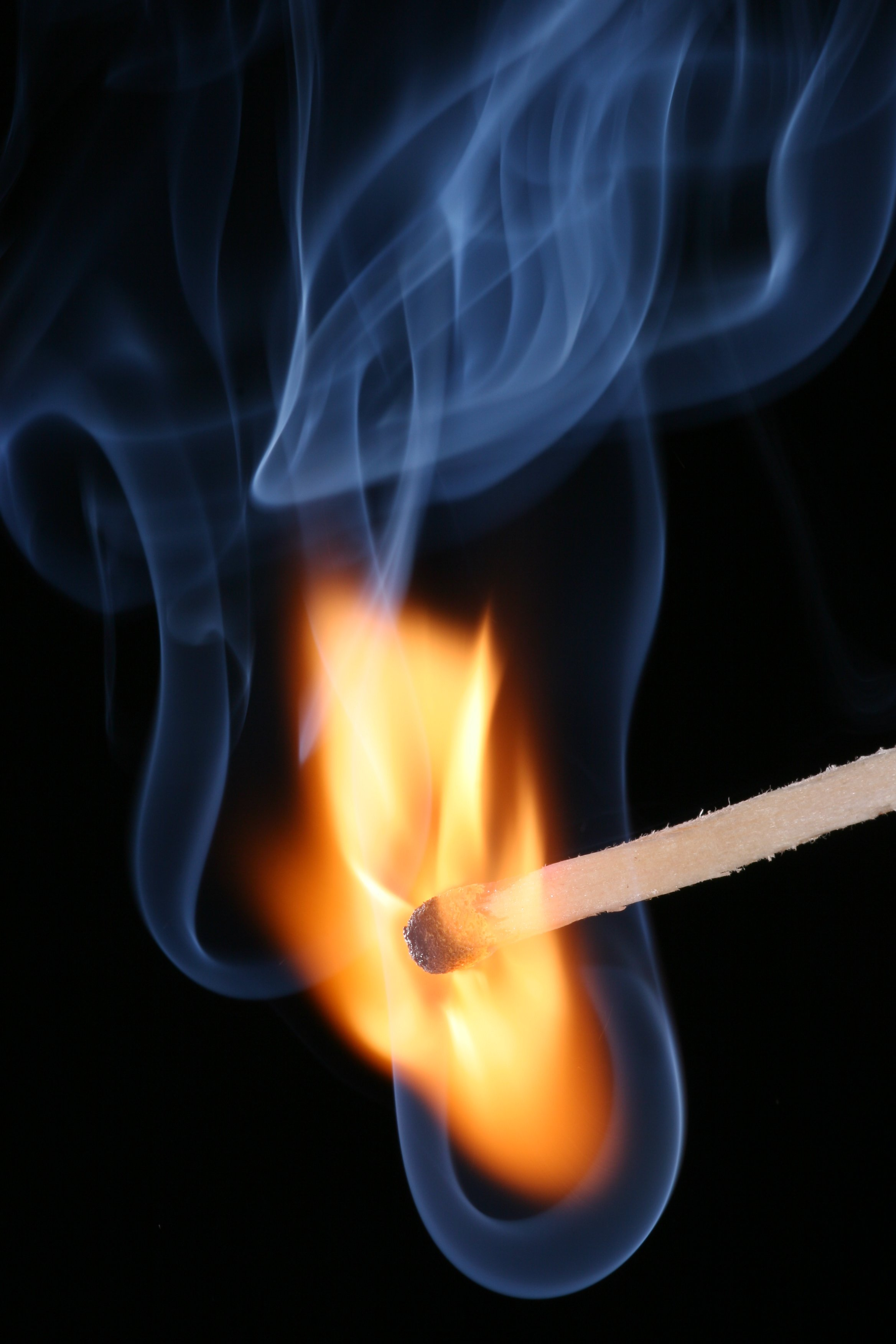
La combustión de una cerilla es un evento observable y, por tanto, un fenómeno.

En filosofía, el fenómeno (del griego φαινόμενoν [phainómenon], ‘apariencia, manifestación’, en plural: φαινόμενα [phaenomena]) es lo que se manifiesta directamente a los sentidos y puede ser objeto de una observación empírica; es decir, el primer contacto que tenemos con las cosas, en lo que denominamos experiencia o conciencia. La misma palabra hace pensar que detrás del fenómeno puede existir una estructura no perceptible directamente, lo que el filósofo Immanuel Kant llamó noúmeno.

## Fenómeno en la filosofía
En Platón, el término «fenómeno» adopta el significado de «apariencia», en cuanto lo sensible es distinto a la verdadera realidad.
El término fenómeno tiene un significado especial en la filosofía de Kant. En la misma, la distinción entre fenómeno y noúmeno juega un papel clave. Los fenómenos constituyen el mundo tal como lo percibimos, en oposición al mundo tal como existe independientemente de nuestra experiencia, a lo que Kant llama «la cosa en sí misma» (Das Ding an sich). Según Kant, el ser humano no puede conocer las cosas-en-sí-mismas, sino solamente las cosas tal como las percibe o experimenta. Es decir, según Kant, el conocimiento queda limitado a los fenómenos. Estos son el resultado de aplicar las formas a priori de la sensibilidad a nuestras intuiciones empíricas. Por lo tanto, la tarea de la filosofía consiste en tratar de comprender el propio proceso de la experiencia.
En general, en filosofía la reflexión sobre los fenómenos implica pensar la relación entre la apariencia y la realidad. Permiten cuestionar la manera en que la realidad se presenta ante nosotros y la manera en que la percibimos. En las filosofías de corte idealista, los fenómenos se consideran manifestaciones de la mente o de la conciencia. Por contra, en las corrientes empiristas se entienden los fenómenos como los datos de la experiencia.

### En la fenomenología

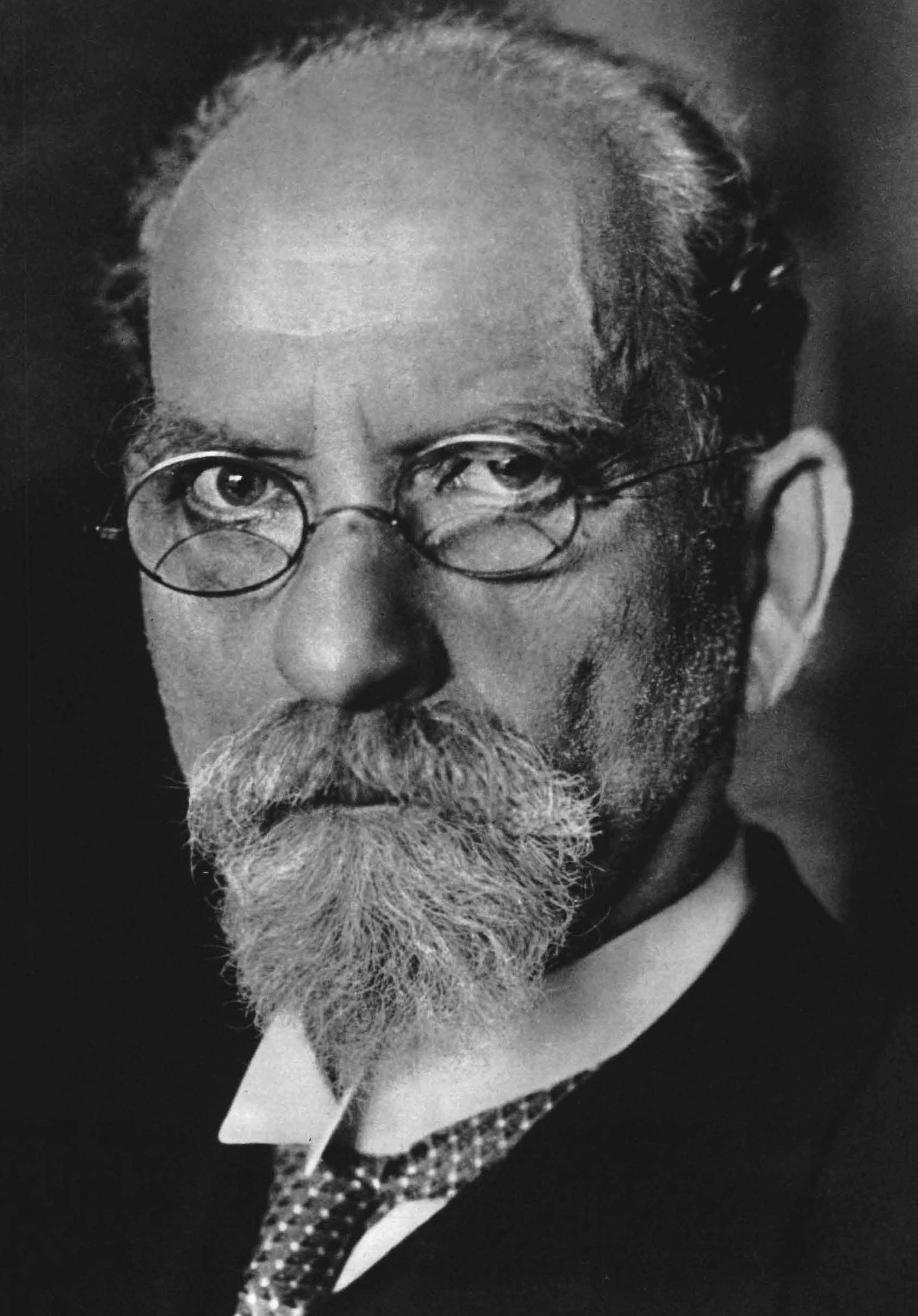
Edmund Husserl hacia 1910.

El concepto de «fenómeno» condujo a una corriente de la filosofía conocida como Fenomenología, desarrollada principalmente por Edmund Husserl. Entre las figuras señeras de dicha corriente se encuentran Heidegger y el francés Derrida.

### En psicología
La versión kantiana de los fenómenos se ha considerado asimismo que ha ayudado en gran medida en el desarrollo de los modelos psicodinámicos en la Psicología, así como de las más recientes teorías sobre el modo en que interaccionan el cerebro, la mente y el mundo exterior.

## Otros usos
Posteriormente a Kant, el término «fenómeno» pasa a utilizarse para cualquier «hecho» o «suceso» que pudiera convertirse en objeto de una descripción científica. Así, las ciencias empíricas denominan «fenómeno» al hecho que se toma como objeto de estudio.
Usualmente se usa el término «fenómeno» para referirse a un acontecimiento extraordinario. El término se usa más comúnmente para referirse a los sucesos que en un principio desafían la explicación o desconciertan al observador, eventos adversos o inusuales, así como personas o hechos de especial importancia.